# HTC Desire P
宏達電為了搶攻中低階市場，和中華電信合作推出Desire P，於2013年4月1號推出，原價10900。
HTC Desire P是P是取自於拉丁文「Papilio」﹝鳳蝶的意思﹞， 又稱「鳳蝶機」。

## 外觀
Desire P的外觀類似前一陣子推出的one SV類似，一共有紅白兩款。

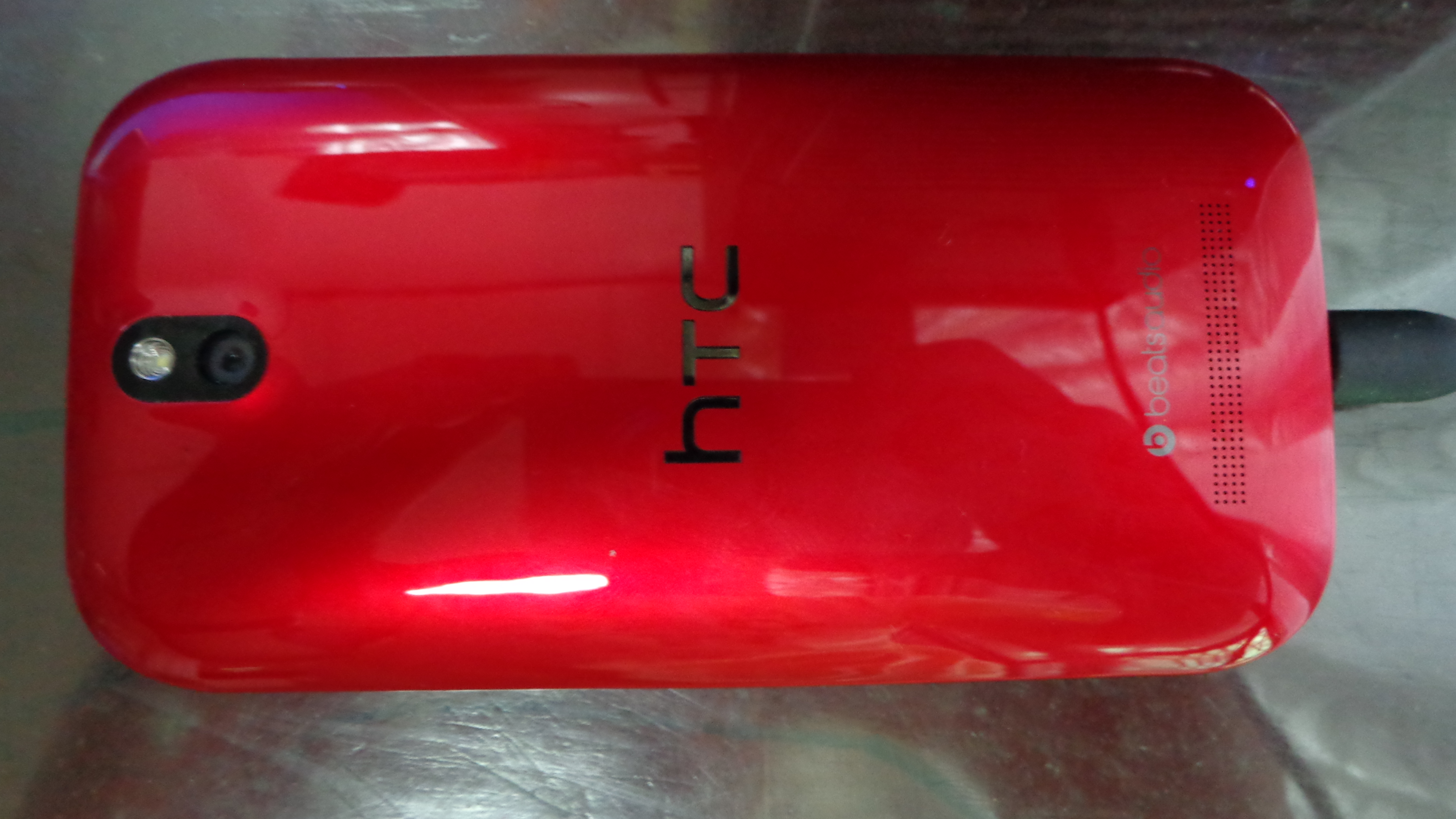
標題2